# Джексонський державний університет
32°17′46″ пн. ш. 90°12′28″ зх. д. / 32.296111111111° пн. ш. 90.207777777778° зх. д.
Джексонський державний університет — державний історично чорношкірий дослідницький університет у Джексоні, штат Міссісіпі. Він є членом Thurgood Marshall College Fund і класифікується як «R2: Докторські університети — висока дослідницька діяльність».
Спортивні команди Тигрів Державного університету Джексона беруть участь у змаганнях з легкої атлетики NCAA Division I як члени Південно-західної атлетичної конференції (SWAC). Джексон також є домом для оркестру Sonic Boom of the South, заснованого в 1940-х роках. Їх супровідна танцювальна лінія, Prancing J-Settes, добре відома своїм унікальним танцювальним стилем, відомим як J-Setting.

## Кампуси
Головний кампус містить понад 50 навчальних та адміністративних будівель на 245 акрах (0,99 км2). Він розташований на вулиці Джона Р. Лінча, 1400 між вулицями Прентіс і Далтон.
Ayer Hall був побудований в 1903 році і є найстарішою спорудою в головному кампусі. Його назвали на честь першого президента закладу Чарльза Айєра. Будівлю було внесено до Національного реєстру історичних місць у 1977 році. Пішохідна доріжка Гіббса-Гріна була названа на честь двох молодих людей, які загинули під час стрілянини в Джексоні у 1970 році.
Джексонський державний університет має сателітні кампуси по всьому столичному району Джексона: Університетський центр (Ridgewood Road)
Джексон Медікал Молл (Вудро Вілсон)
Електронний центр Міссісіпі
Центр (Capitol Street, 100)

## Інтернет-ресурси
- Офіційний сайт